# Anemone smithiana
Anemone smithiana là một loài thực vật có hoa trong họ Mao lương. Loài này được Lauener & Panigrahi mô tả khoa học đầu tiên năm 1975.